# Squadra kazaka di Coppa Davis
La squadra kazaka di Coppa Davis rappresenta il Kazakistan nella Coppa Davis, ed è posta sotto l'egida dalla Federazione kazaka di tennis.
La squadra partecipa alla competizione dal 1995, essendo il Kazakistan una nazione che ha ottenuto l'indipendenza in epoca recente. I risultati ottenuti dall'Unione Sovietica, di cui il Kazakistan faceva parte, sono infatti oggi ereditati dalla Russia, considerata in tutti gli sport la naturale prosecuzione delle varie rappresentative sportive sovietiche.
Il Kazakistan ha preso parte al Gruppo Mondiale per la prima volta nella Coppa Davis 2011, eliminando la più quotata Repubblica Ceca al primo turno, risultato che ha permesso ai kazaki di mantenere la categoria senza dover disputare gli spareggi. Non sono mai andati oltre i quarti di finale, raggiunti in quattro occasioni (2011, 2013, 2014 e 2015).

## Organico 2019
Vengono di seguito illustrati i convocati per ogni singolo turno della Coppa Davis 2019. A sinistra dei nomi la nazione affrontata e il risultato finale. Fra parentesi accanto ai nomi, il ranking del giocatore nel momento della disputa degli incontri (la "d" indica che il ranking corrisponde alla specialità del doppio).
| Qualificazioni Gruppo Mondiale | Qualificazioni Gruppo Mondiale |
| Portogallo (3-1)               | Michail Kukuškin (55 s, 457d) Aleksandr Bublik (171 s, 297 d) Oleksandr Nedovjesov (217s, 223d) Denis Yevseyev (320 s, 303 d) Timur Khabibulin (154 d) |
| ------------------------------ | --- |

| Gruppo Mondiale Round Robin | Gruppo Mondiale Round Robin |
| Paesi Bassi (2-1)           | Aleksandr Bublik (56 s, 322 d) Michail Kukuškin (67 s, 140 d) Dmitry Popko (188 s, 964 d) Andrej Golubev (168 s, 744 d) Oleksandr Nedovjesov (306 s, 199 d) |
| --------------------------- | --- |

| Gruppo Mondiale Round Robin | Gruppo Mondiale Round Robin |
| Regno Unito (1-2)           | Aleksandr Bublik (56 s, 322 d) Michail Kukuškin (67 s, 140 d) Dmitry Popko (188 s, 964 d) Andrej Golubev (168 s, 744 d) Oleksandr Nedovjesov (306 s, 199 d) |
| --------------------------- | --- |

## Risultati
= Incontro del Gruppo Mondiale

### 2010-2019
| Anno | Turno                          | Data            | Sede               | Avversario    | Punteggio | Esito     |
| ---- | ------------------------------ | --------------- | ------------------ | ------------- | --------- | --------- |
| 2010 | Gruppo I, 1º turno             | 5-7 marzo       | Astana (KAZ)       | Corea del Sud | 5–0       | Sconfitta |
| 2010 | Gruppo I, 2º turno             | 7-9 maggio      | Wuhan (CHN)        | Cina          | 4–1       | Vittoria  |
| 2010 | Spareggi Gruppo Mondiale       | 17-19 settembre | Astana (KAZ)       | Svizzera      | 5–0       | Vittoria  |
| 2011 | Gruppo Mondiale, 1º turno      | 4-6 marzo       | Ostrava (CZE)      | Rep. Ceca     | 3–2       | Vittoria  |
| 2011 | Gruppo Mondiale, Quarti        | 7-9 luglio      | Buenos Aires (ARG) | Argentina     | 0–5       | Sconfitta |
| 2012 | Gruppo Mondiale, 1º turno      | 10-12 febbraio  | Oviedo (ESP)       | Spagna        | 0–5       | Sconfitta |
| 2012 | Spareggi Gruppo Mondiale       | 14-16 settembre | Astana (KAZ)       | Uzbekistan    | 3–1       | Vittoria  |
| 2013 | Gruppo Mondiale, 1º turno      | 1-3 febbraio    | Astana (KAZ)       | Austria       | 3–1       | Vittoria  |
| 2013 | Gruppo Mondiale, Quarti        | 5-7 aprile      | Astana (KAZ)       | Rep. Ceca     | 1–3       | Sconfitta |
| 2014 | Gruppo Mondiale, 1º turno      | 31 gen.-2 feb.  | Astana (KAZ)       | Belgio        | 3–2       | Vittoria  |
| 2014 | Gruppo Mondiale, Quarti        | 4-6 aprile      | Ginevra (CHE)      | Svizzera      | 2–3       | Sconfitta |
| 2015 | Gruppo Mondiale, 1º turno      | 6-8 marzo       | Astana (KAZ)       | Italia        | 3–2       | Vittoria  |
| 2015 | Gruppo Mondiale, Quarti        | 17-19 luglio    | Darwin (AUS)       | Australia     | 2–3       | Sconfitta |
| 2016 | Gruppo Mondiale, 1º turno      | 4-6 marzo       | Belgrado (SRB)     | Serbia        | 2–3       | Sconfitta |
| 2016 | Spareggi Gruppo Mondiale       | 16-18 settembre | Mosca (RUS)        | Russia        | 1–3       | Sconfitta |
| 2017 | Gruppo I, Semifinale           | 7-9 aprile      | Astana (KAZ)       | Cina          | 4–1       | Vittoria  |
| 2017 | Spareggi Gruppo Mondiale       | 15-17 settembre | Astana (KAZ)       | Argentina     | 3–2       | Vittoria  |
| 2018 | Gruppo Mondiale, 1º turno      | 2-4 febbraio    | Astana (KAZ)       | Svizzera      | 4–1       | Vittoria  |
| 2018 | Gruppo Mondiale, Quarti        | 6-8 aprile      | Varaždin (HRV)     | Croazia       | 1–3       | Sconfitta |
| 2019 | Qualificazioni Gruppo Mondiale | 1-2 febbraio    | Astana (KAZ)       | Portogallo    | 3–1       | Vittoria  |
| 2019 | Gruppo Mondiale, Round Robin   | 19 novembre     | Madrid (ESP)       | Paesi Bassi   | 2–1       | Vittoria  |
| 2019 | Gruppo Mondiale, Round Robin   | 21 novembre     | Madrid (ESP)       | Regno Unito   | 1–2       | Sconfitta |

## Statistiche giocatori
Di seguito la classifica dei tennisti kazaki con almeno una partecipazione in Coppa Davis, ordinati in base al numero di vittorie. In caso di parità si tiene conto del maggior numero di incontri disputati; in caso di ulteriore parità viene dato più valore agli incontri in singolare; come quarto e ultimo criterio viene considerata la data d'esordio. In grassetto quelli tuttora in attività.
Aggiornato alla Coppa Davis 2025 (Kazakistan-Pakistan 4-0).
| #  | Tennista             | Singolare | Doppio | Totale |
| -- | -------------------- | --------- | ------ | ------ |
| 1  | Aleksej Kedrjuk      | 43-17     | 23-17  | 66-34  |
| 2  | Michail Kukuškin     | 28-19     | 1-2    | 29-21  |
| 2  | Andrej Golubev       | 16-7      | 12-7   | 28-14  |
| 4  | Pavel Baranov        | 11-5      | 5-3    | 16-8   |
| 5  | Aleksandr Bublik     | 11-7      | 3-4    | 14-11  |
| 6  | Oleksandr Nedovjesov | 2-6       | 11-11  | 13-17  |
| 7  | Yegor Shaldunov      | 2-8       | 9-4    | 11-12  |
| 8  | Dias Doskaraev       | 6-5       | 4-2    | 10-7   |
| 9  | Anton Tsymbalov      | 4-2       | 6-2    | 10-4   |
| 10 | Jurij Ščukin         | 2-2       | 7-6    | 9-8    |
| 11 | Dmitri Arissov       | 5-3       | 2-6    | 7-9    |
| 12 | Timofej Skatov       | 4-0       | 1-0    | 5-0    |
| 13 | Dmitrij Makeev       | 2-9       | 2-4    | 4-13   |

| #  | Tennista           | Singolare | Doppio | Totale |
| -- | ------------------ | --------- | ------ | ------ |
| 14 | Dmitrij Popko      | 4-5       | 0-1    | 4-6    |
| 15 | Syrym Abdukhalikov | 3-3       | 0-2    | 3-5    |
| 16 | Timur Khabibulin   | 0-0       | 2-2    | 2-2    |
| 17 | Aleksandr Ševčenko | 1-1       | 1-0    | 2-1    |
| 18 | Beibit Zhukayev    | 2-0       | 0-0    | 2-0    |
| 19 | Evgenij Korolëv    | 1-4       | 0-4    | 1-8    |
| 20 | Denis Yevseyev     | 1-0       | 0-0    | 1-0    |
| 21 | Jurij Karlov       | 0-0       | 1-0    | 1-0    |
| 22 | Maksim Novikov     | 0-3       | 0-1    | 0-4    |
| 23 | Stanislav Bykov    | 0-2       | 0-0    | 0-2    |
| 24 | Vitalij Pavlov     | 0-1       | 0-0    | 0-1    |
| 25 | Roman Khassanov    | 0-1       | 0-0    | 0-1    |

## Andamento
La seguente tabella riflette l'andamento della squadra dal 1990 ad oggi. Le colonne grigie indicano che la squadra non ha preso parte alla manifestazione in quegli anni.
| Pos.           | 90 | 91 | 92 | 93 | 94 | 95 | 96 | 97 | 98 | 99 | 00 | 01 | 02 | 03 | 04 | 05 | 06 | 07 | 08 | 09 | 10 | 11 | 12 | 13 | 14 | 15 | 16 | 17 | 18 | 19 | 21 | 22 | 23 | 24 |
| -------------- | -- | -- | -- | -- | -- | -- | -- | -- | -- | -- | -- | -- | -- | -- | -- | -- | -- | -- | -- | -- | -- | -- | -- | -- | -- | -- | -- | -- | -- | -- | -- | -- | -- | -- |
| Campione       |    |    |    |    |    |    |    |    |    |    |    |    |    |    |    |    |    |    |    |    |    |    |    |    |    |    |    |    |    |    |    |    |    |    |
| Finalista      |    |    |    |    |    |    |    |    |    |    |    |    |    |    |    |    |    |    |    |    |    |    |    |    |    |    |    |    |    |    |    |    |    |    |
| SF             |    |    |    |    |    |    |    |    |    |    |    |    |    |    |    |    |    |    |    |    |    |    |    |    |    |    |    |    |    |    |    |    |    |    |
| QF             |    |    |    |    |    |    |    |    |    |    |    |    |    |    |    |    |    |    |    |    |    |    |    |    |    |    |    |    |    |    |    |    |    |    |
| OF             |    |    |    |    |    |    |    |    |    |    |    |    |    |    |    |    |    |    |    |    |    |    |    |    |    |    |    |    |    |    |    |    |    |    |
| Qualificazioni | x  | x  | x  | x  | x  | x  | x  | x  | x  | x  | x  | x  | x  | x  | x  | x  | x  | x  | x  | x  | x  | x  | x  | x  | x  | x  | x  | x  | x  |    |    |    |    |    |
| Gruppo I       |    |    |    |    |    |    |    |    |    |    |    |    |    |    |    |    |    |    |    |    |    |    |    |    |    |    |    |    |    |    |    |    |    |    |
| Gruppo II      |    |    |    |    |    |    |    |    |    |    |    |    |    |    |    |    |    |    |    |    |    |    |    |    |    |    |    |    |    |    |    |    |    |    |
| Gruppo III     | x  | x  |    |    |    |    |    |    |    |    |    |    |    |    |    |    |    |    |    |    |    |    |    |    |    |    |    |    |    |    |    |    |    |    |
| Gruppo IV      | x  | x  | x  | x  | x  | x  | x  |    |    |    |    |    |    |    |    |    |    |    |    |    |    |    |    |    |    |    |    |    |    |    |    |    |    |    |

Legenda
- Campione: La squadra ha conquistato la Coppa Davis.
- Finalista: La squadra ha disputato e perso la finale.
- SF: La squadra è stata sconfitta in semifinale.
- QF: La squadra è stata sconfitta nei quarti di finale.
- OF: La squadra è stata sconfitta negli ottavi di finale (1º turno). Dal 2019 sostituito dal Round Robin.
- Qualificazioni: La squadra è stata sconfitta al turno di qualificazione. Istituito nel 2019.
- Gruppo I: La squadra ha partecipato al Gruppo I della propria zona di appartenenza.
- Gruppo II: La squadra ha partecipato al Gruppo II della propria zona di appartenenza.
- Gruppo III: La squadra ha partecipato al Gruppo III della propria zona di appartenenza.
- Gruppo IV: La squadra ha partecipato al Gruppo IV della propria zona di appartenenza.
- x: Ove presente, la x indica che in quel determinato anno, il Gruppo in questione non è esistito nella zona geografica di appartenenza della squadra.